# Alex Elder
Alexander Russell „Alex“ Elder (* 25. April 1941 in Lisburn) ist ein ehemaliger nordirischer Fußballspieler. Er war in den 1960er-Jahren ein linker Außenverteidiger von damals moderner Prägung, der sich nicht nur mit Abwehraufgaben beschäftigte. Dadurch schuf er sich Vorteile gegenüber vereinsinterner Konkurrenz, was dazu führte, dass er bereits im Teenager-Alter zum Stammspieler des FC Burnley und Mitglied der Meistermannschaft von 1960 wurde.

## Sportlicher Werdegang
Als der damals 17-jährige linke Außenverteidiger Elder im Januar 1959 aus der nordirischen Hauptstadt Belfast von Glentoran nach England zum FC Burnley für 5.000 Pfund wechselte, war dies der Auftakt zu einem rasanten Aufstieg, der ihm nur 16 Monate später denn Gewinn der englischen Meisterschaft einbrachte. Die Personalie Elder war schon deswegen ungewöhnlich, weil sich Burnleys Trainer Harry Potts nur selten auf dem Transfermarkt aktiv zeigte. In der kompletten Meistermannschaft gab es nur noch einen anderen Spieler, der von einem anderen Profiverein nach Burnley gewechselt war und das war mit Jimmy McIlroy fast ein Jahrzehnt vorher ebenfalls ein Glentoran-Akteur.
Zunächst hatte der etatmäßige Linksverteidiger Dave Smith wenig Konkurrenz zu fürchten, denn Elder musste sich erst einen Platz in der Reservemannschaft erkämpfen. Die vereinseigenen Beobachter bescheinigten dem Neuling jedoch derart außergewöhnlich gute Leistungen, dass er in der Saison 1959/60 schnell Bewährungschancen erhielt. Als sich Smith das Bein brach und die Position interimistisch vom Mittelläufer Tommy Cummings genutzt wurde, debütierte Elder Mitte September 1959 gegen Preston North End. Obwohl sein direkter Gegenspieler Tom Finney das entscheidende Tor schoss, war Potts zufrieden mit der Leistung des „Youngsters“ und als Smith sich wieder gesund zurückmeldete, kam er an Elder nicht mehr vorbei. Der groß gewachsene Nordire hatte mit seiner physischen Stärke, Schnelligkeit und einem guten Passspiel die notwendigen Voraussetzungen für den nun immer populärer werdenden Außenverteidiger, der sich auch ins Offensivspiel einzuschalten verstand. Sein kometenhafter Aufstieg sorgte auch dafür, dass er 1960 sein erstes von insgesamt 40 Länderspielen bis 1969 für die nordirische A-Nationalmannschaft absolvierte. Bei seinem Länderspieleinstand gegen Wales hatte er es mit Cliff Jones von Tottenham Hotspur wieder mit einem hochkarätigen Gegenspieler zu tun und um für Nordirland spielen zu können, verpasste er mit Burnley gegen Nottingham Forest seine einzige Partie in der Meistersaison nach dem Debüt gegen Preston. Mit seinem Verteidigungspartner John Agnus harmonierte er sehr gut und dies ungeachtet dessen, dass sich die Stile der beiden fundamental voneinander unterschieden – Angus war ein Abwehrspieler „alter Prägung“, der sich normalerweise nicht ins Angriffsspiel einschaltete.
In der Saison 1961/62 erreichte Elder mit Burnley das Endspiel des FA Cups und auf dem Weg dorthin schoss er gegen die Queens Park Rangers sein erstes Tor zur 3:0-Führung (Endstand 6:1). Das Finale ging mit 1:3 gegen Tottenham Hotspur verloren. In der Vorbereitung zur Saison 1963/64 brach er sich das Bein, aber die Pause dauerte nicht sehr lange und die Ersatzspieler Walter Joyce und Mick Buxton machten noch kurz vor Weihnachten 1963 wieder Platz für ihn. Knapp zwei Jahre danach übernahm er vor Beginn der Spielzeit 1965/66 das Kapitänsamt von Brian Miller und in dieser Funktion schloss er mit Burnley mit der identischen Punktausbeute wie 1960 auf dem dritten Platz ab, was fast für eine neue englische Meisterschaft gereicht hätte (dabei unterlief ihm gegen den Vizemeister Leeds United ein recht bizarres Eigentor zur 0:1-Heimniederlage). In seiner letzten Saison 1966/67 erreichte er mit Burnley noch einmal das Viertelfinale im Messepokal, bevor er im August 1967 zum Erstligakonkurrenten Stoke City wechselte – angeblich waren Differenzen mit dem ehemaligen Mitspieler Jimmy Adamson, der mittlerweile zum Kotrainer aufgestiegen war, für diese Entscheidung mitverantwortlich.
Nicht lange nach seinem Neubeginn bei den „Potters“ zog sich Elder eine Verletzung zu. Er blieb dennoch sechs Jahre bei dem neuen Klub, wobei er in dieser Zeit vergleichsweise wenige 83 Ligaspiele bestritt. Es war auch eine Blessur, die seine Profikarriere faktisch beendete und ab 1973 ließ er die aktive Laufbahn im Amateurbereich bei Leek Town ausklingen. Später kehrte er seiner britischen Heimat den Rücken und begann ein Leben an der spanischen Costa de Almería.

## Titel/Auszeichnungen
- Englische Meisterschaft (1): 1960
- Charity Shield (1): 1960 (geteilt)